# Romagne (Gironde)
Romagne ist eine französische Gemeinde mit 479 Einwohnern (Stand: 1. Januar 2022) im Département Gironde in der Region Nouvelle-Aquitaine (vor 2016 Aquitaine). Sie gehört zum Arrondissement Langon und zum Kanton L’Entre-deux-Mers. Die Einwohner werden Romagnais genannt.

## Geographie
Die Gemeinde Romagne liegt im Weinbaugebiet Entre deux mers, etwa 30 Kilometer nördlich von Langon. Nördlich und nordöstlich der Gemeinde liegt Naujan-et-Postiac, östlich Bellefond, östlich und südöstlich Courpiac, südöstlich Cessac, südlich und westlich Faleyras sowie nordwestlich Daignac.

## Bevölkerungsentwicklung
| Jahr                       | 1962 | 1968 | 1975 | 1982 | 1990 | 1999 | 2008 | 2020 |
| Einwohner                  | 258  | 243  | 229  | 267  | 262  | 277  | 320  | 471  |
| Quellen: Cassini und INSEE |      |      |      |      |      |      |      |      |

## Sehenswürdigkeiten
- Kirche Saint-Vivien, Monument historique seit 2003, und Friedhof, seit 1997 Monument historique
- Schloss Sauvagnac, seit 1992 Monument historique

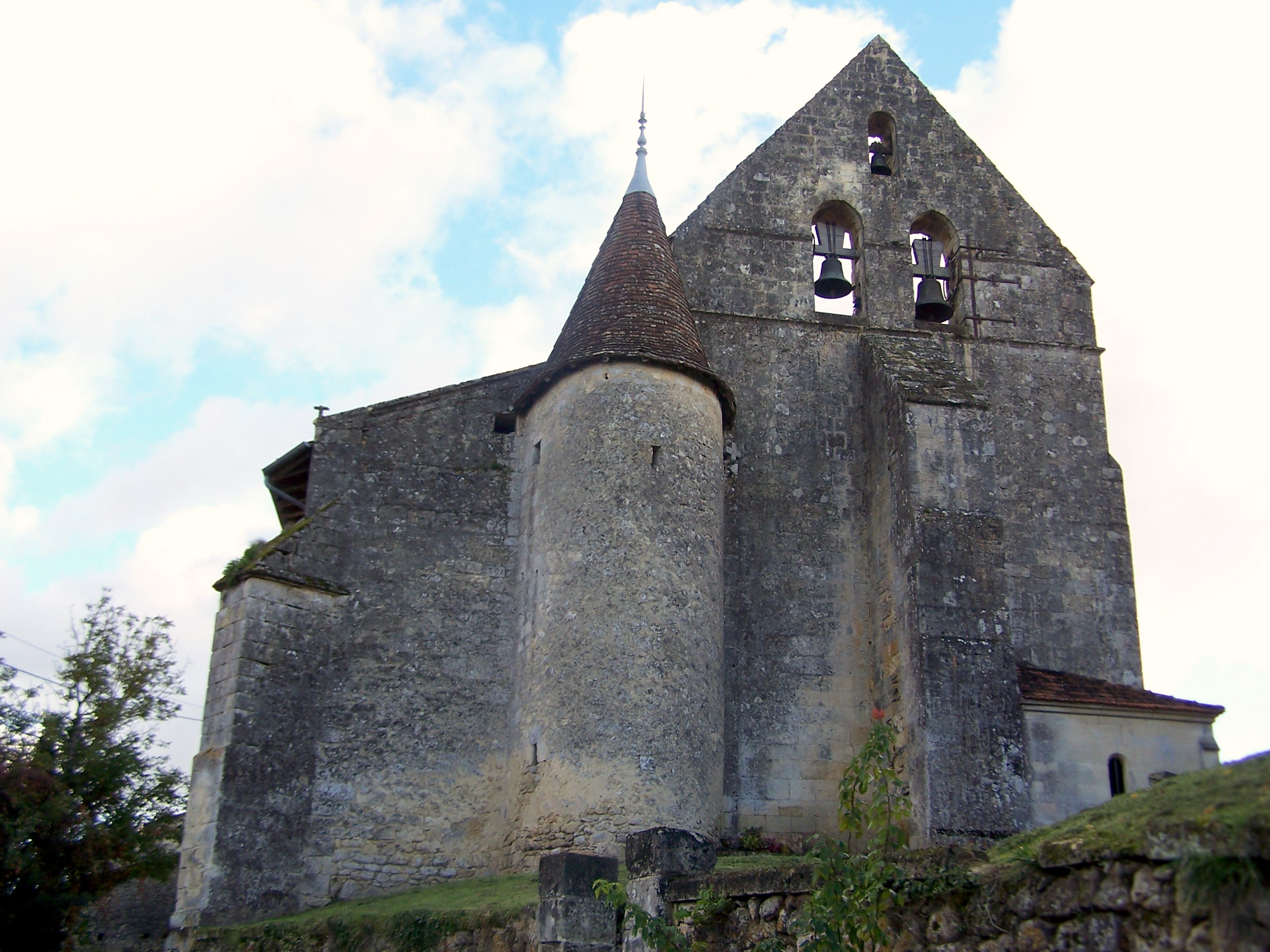
Kirche Saint-Vivien
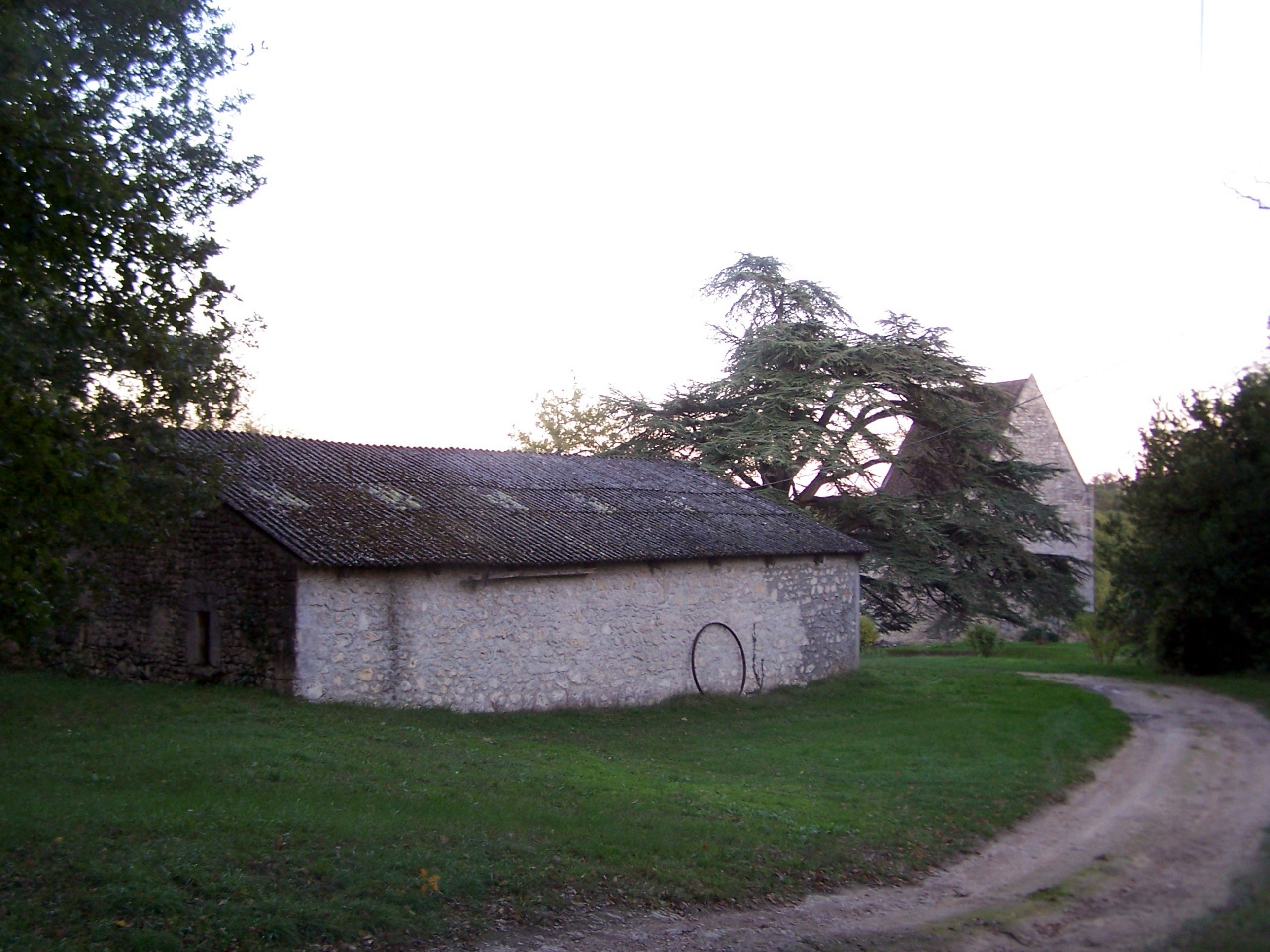
Eingang zum Schloss Sauvagnac

## Persönlichkeiten
- Jean-Emmanuel Roy (1887–1962), Politiker